# SV Atomium '61
SV Atomium '61 is een sportplusvereniging uit Rotterdam, opgericht op 5 juli 1961.
De club speelt zowel zaal- als veldhandbal. De kantine van de club bevindt zich op sportpark Sparrendaal in de wijk Vreewijk in Rotterdam-Zuid. In het winterseizoen worden er ook wedstrijden gespeeld in sporthal de Enk.
Naast de hoofdsport handbal beoefent een groep senioren het koersbalspel. Deze afdeling binnen de vereniging is voortgekomen uit het project "Senioren Sportief". Daarnaast worden er ook bewegingsactiviteiten zoals wandelen en Nordic walking georganiseerd. 
Voor de allerjongsten wordt er Kleutergym gegeven in de gymzaal van basisschool Het Open Venster.

## Oprichting
Nadat op de algemene ledenvergadering van AHC Dynamo was besloten om uit de Nederlandse Culturele Sportbond te treden besloten vier leden een eigen club op te richten. Op 5 juli 1961 richtten ze H.A.V. Atomium ’61 op. Het lukte om in september al met een herenteam aan een zaaltoernooi mee te doen in de oude RAI te Amsterdam. Een week later trad dit team voor hun eerste veldcompetitiewedstrijd aan tegen Dynamo. Deze wedstrijd werd gewonnen met 13-4.

## Logo
Bij de oprichting van de vereniging hebben de oprichters zich laten inspireren door het symbool 
van de wereldtentoonstelling van 1958 in Brussel. Het straalt kracht en energie uit, dat vonden zij bij de vereniging passen.

## Accommodatie

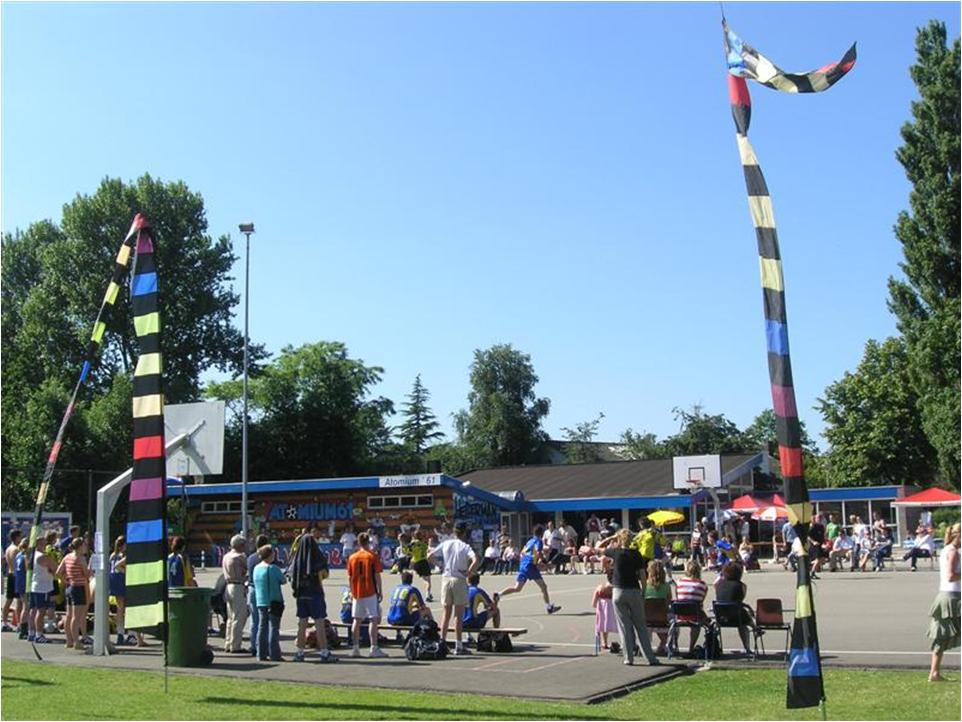
Accommodatie Sparrendaal

Sinds 1973 is Atomium aan de Sparrendaal Vreewijk gevestigd. De jaren daarvoor werd regelmatig van locatie gewisseld. Tot eind september 1962 werden thuiswedstrijden op Laagzestienhoven gespeeld.
In oktober werd er naar de Reedijk verhuisd tot de aanleg van de metro een eind aan het verblijf aldaar maakte. In ruil daarvoor kreeg de club de beschikking over een eigen veld aan de Charloise Lagendijk. Ook aan de Charloise Lagendijk moest de club plaats maken voor de aanleg van de metro.
Via het Varkenoordsecomplex en het veld van de voetbalvereniging De Zwervers kwam de club tot slot aan de Sparrendaal terecht. Dit betekende wel dat het elfhandbal vaarwel gezegd moest worden. De beschikbare ruimte was daarvoor niet voldoende.
Om toch tijdens de veldperiode te kunnen handballen werd een 7-handbalcompetitie opgezet. Atomium '61 was een van de weinige clubs in de regio die voor 7-handbal pleitte.

## Sportplusvereniging
Per 8 december 2011 is Sv Atomium '61 een sportplusvereniging. Sportplus staat voor sportverenigingen die iets extra's doen en daarmee iets extra's betekenen voor de stad Rotterdam.
Het programma staat voor de inzet van sport als middel voor het bereiken van doelen op maatschappelijk vlak. Door samen te werken met diverse partners uit verschillende sectoren, koppelen Rotterdam Sportsupport en de deelnemende verenigingen de kracht van sport aan vele maatschappelijke ambities. Doel is dat de vereniging hier zelf beter van wordt, maar vooral dat zij wat betekent voor anderen. Voor leerlingen van de nabijgelegen school, voor senioren in de wijk, voor werkzoekenden, voor rondhangende jongeren, enzovoort.

## Aansluitingen
Atomium'61 is aangesloten bij het Nederlands Handbal Verbond en de Nederlandse Culturele Sportbond.

## Resultaten
Heren (1995 - heden)
- 1995 1e
Tweede divisie C
- 1996 9e
Eerste divisie B
- 1997 10e
Eerste divisie B
- 1998 6e
Eerste divisie B
- 1999 10e
Eerste divisie B
- 2000 8e
Eerste divisie B
- 2001 12e
Eerste divisie B
- 2002 1e
Tweede divisie C
- 2003 1e
Hoofdklasse B
- 2004 14e
Eerste divisie
- 2005 9e
Hoofdklasse B
- 2006 7e
Hoofdklasse B
- 2007 3e
Hoofdklasse B
- 2008
- 2009
- 2010
- 2011
- 2012 6e
Hoofdklasse B
- 2013 5e
Tweede divisie B
- 2014
Tweede divisie
- 2015 14e
Eerste divisie
- 2013 4e
Tweede divisie B
- 2013 1e
Tweede divisie B
- 2018 12e
Eerste divisie
- 2019 12e
Eerste divisie
- 2020 12e
Tweede divisie
- 2021
Tweede divisie
- 2022 1e
Tweede divisie A
- 2023 4e
Eerste divisie

- Eerste divisie
- Tweede divisie